# 朱翊鏡
淮昭王朱翊鏡（？—1580年）是明朝時封於今日江西省的藩王淮恭王朱載坮的庶一子，萬曆元年（1573年）封為榮昌王，萬曆八年（1580年）過身，諡號榮昌昭憲王。同年其叔朱載堅就任淮國國王，追封朱翊鏡為淮王，諡號淮昭王。
| 無 原因：明政府封之 | 明榮昌國國王 1573年－1580年 | 無 原因：無子，封國廢除 |